# Sergi Domínguez
Sergi Domínguez Viloria (ur. 1 kwietnia 2005 w Barcelonie) – hiszpański piłkarz, występujący na pozycji obrońcy w chorwackim klubie Dinamo Zagrzeb. Jest wychowankiem FC Barcelony.

## Sukcesy[1]

### FC Barcelona
- Mistrzostwo Hiszpanii: 2024/2025
- Puchar Króla: 2024/2025